# Norman Richardson
Charles Norman "Norm" Richardson (ur. 24 lipca 1979 w Nowym Jorku) – amerykański koszykarz, występujący na pozycjach rzucającego obrońcy, po zakończeniu kariery zawodniczej trener koszykarski, obecnie asystent trenera w Charlotte Hornets.
27 września 2021 został asystentem trenera Charlotte Hornets.

## Osiągnięcia
NCAA
- Uczestnik turnieju NCAA (2000, 2001)
- Mistrz turnieju konferencji America East (2000, 2001)
- Uczelniany Koszykarz Roku Konferencji America East NCAA (2001)[2]
- Laureat Haggerty Award (2001)[2]
- Zaliczony do:
  - składu All-American Honorable Mention (2001 przez AP)[2]
  - I składu America East (2001)
  - II składu America East (1999, 2000)
  - Galerii Sław Sportu uczelni Hofstra (2013)[2]

Drużynowe
- Zdobywca Pucharu Serbii i Czarnogóry (2004)

Indywidualne
- Uczestnik meczu gwiazd PLK (2008)[3]